# 菊池寛通り

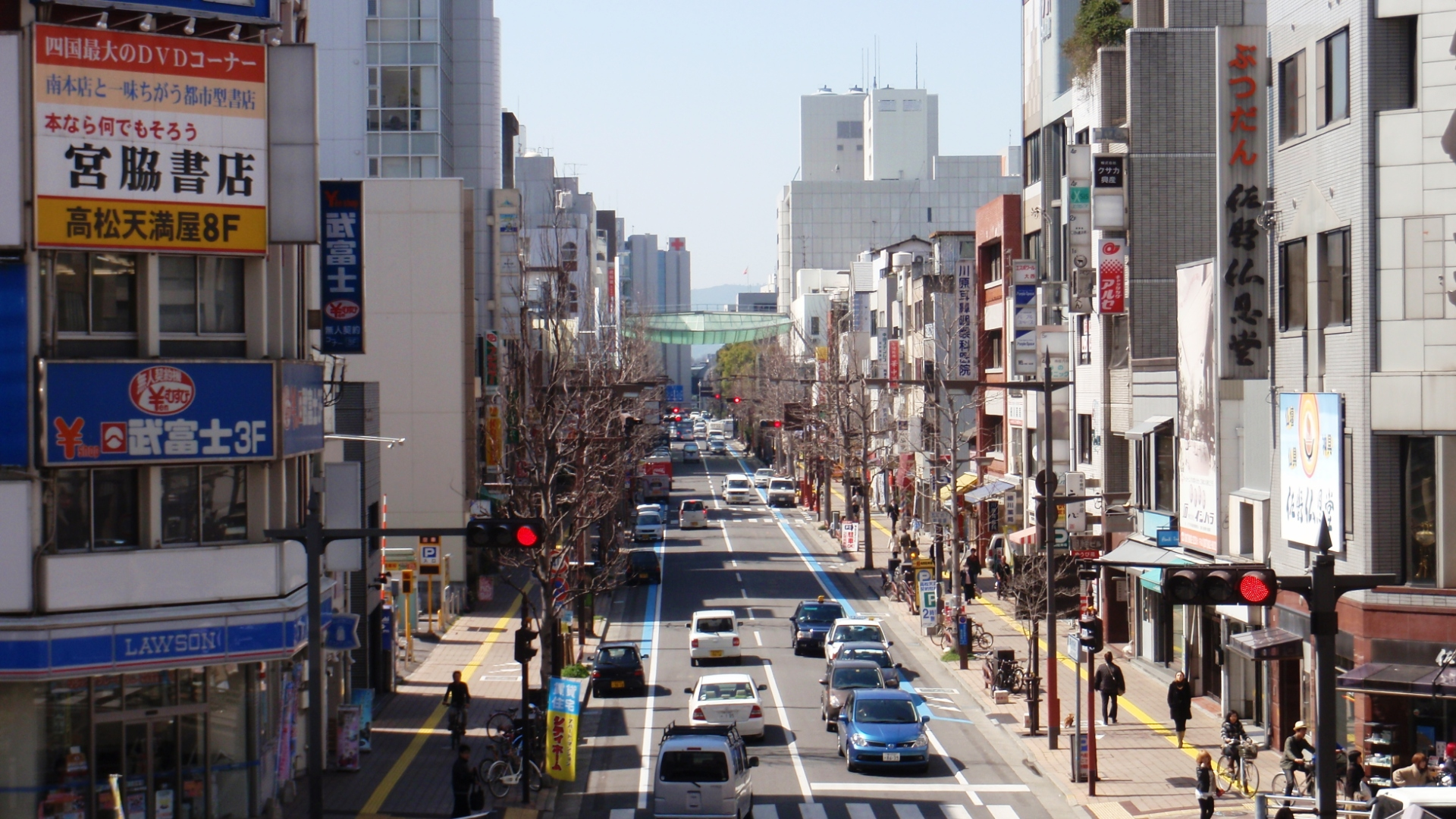
瓦町駅前のペデストリアンデッキ上から見た当線

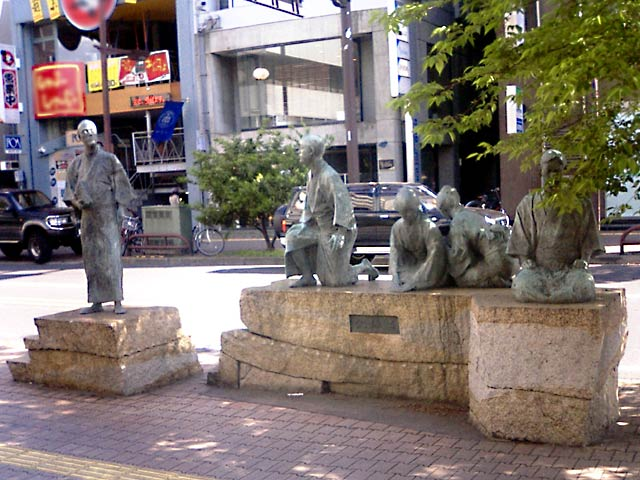
通り沿いにある「父帰る」銅像

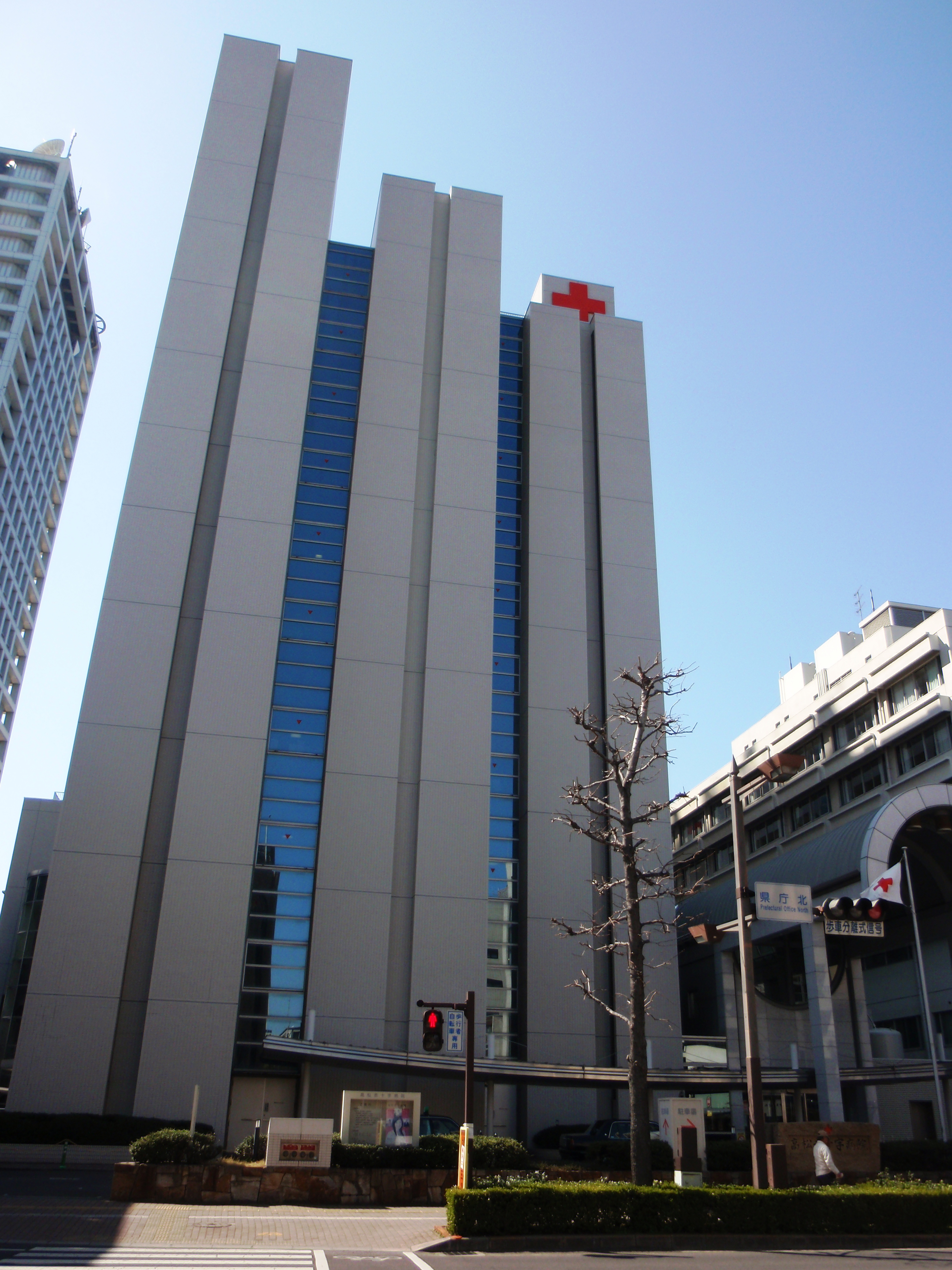
起点の県庁北交差点にある高松赤十字病院

菊池寛通り（きくちかんどおり）は、香川県高松市の県庁北交差点から琴電瓦町駅前交差点に至る全長約0.7kmにおける高松市道天神前瓦町線の愛称である。
愛称の由来は、かつてこの道路沿いに高松市出身の作家「菊池寛」の生家があったことによるもので、1988年1月28日に制定された。

## 概要
- 高松琴平電気鉄道瓦町駅から中央通りや県庁前通りへの目抜き通りである。
- この通りは菊池寛通りと命名される以前、県庁通りと呼ばれていたが、香川県道173号高松停車場栗林公園線の一部が県庁前通りと命名されたため、混同を避けるために改名された。ただし、国道11号の本路線との交差地点北側にある路線バス（夜行便以外の高速バスも停車する）の停留所は未だに県庁通りのままである。
- この通りは俗称で「ピコピコ通り」と呼ばれる事がある。昭和50年頃、この通り沿いに「ピコピコ」というゲームセンターが存在しており、特に若者の間で人気だったためである。
- 1970年代から90年代にかけて、瓦町駅前広場から高松中央商店街までの両側歩道部分には、アーケードがあったがその後取り払われた。

## 路線データ
- 本線（Google マップ）
  - 起点：香川県高松市番町一丁目10番地11[1]（県庁北交差点・県道173号高松停車場栗林公園線交点）
  - 終点：香川県高松市瓦町二丁目7番地8（琴電瓦町駅前交差点・フェリー通り交点）
- 総延長：0.7km
- 幅員：20m（車道10m、歩道5.0m+5.0m）
- 車線数：2車線
- 最高速度：40km/h

## 都市計画道路指定
都市計画道路天神前瓦町線は、当道路が属する高松市道天神前瓦町線の全線からなる。1946年6月5日、戦災復興院告示第39号により指定。車線数・名称などを除く最終決定日は1978年12月21日。最終告示は、2004年5月17日の高松市告示第325号。
都市計画道路天神前瓦町線
- 指定部分：全線
- 路線番号：3・4・113
- 指定日：1946年6月5日

## 沿線施設
- 高松赤十字病院
- 読売新聞高松総局
- 日本経済新聞高松支局
- 高松市立中央公園
- 香川銀行本店[5]
- 四国電力高松支店[6]
- 高松中央商店街（南新町商店街・常磐町商店街支線）
- 高松琴平電気鉄道瓦町駅

## 重複区間
なし

## 通過する自治体
- 香川県高松市

## 交差・接続している道路
| 接続する道路 南← ＜菊池寛通り＞ →北          | 接続する道路 南← ＜菊池寛通り＞ →北          | 交差点       | 交差点 |
| -------------------------------------------- | -------------------------------------------- | ------------ | ------ |
| ＜県庁前通り＞ 県道173号高松停車場栗林公園線 | ＜県庁前通り＞ 県道173号高松停車場栗林公園線 | 県庁北       | 高松市 |
| 市道天神前五番町線                           |                                              |              | 高松市 |
| ＜中央通り＞ 国道11号                        | ＜中央通り＞ 国道11号                        | 中央公園南   | 高松市 |
| ＜南新町商店街＞ 市道丸亀町栗林線            | ＜南新町商店街＞ 市道丸亀町栗林線            | 南新町       | 高松市 |
| ＜常磐町商店街＞ 市道瓦町2号線               | ＜トキワ新町商店街＞ 市道瓦町2号線           | 常磐新町南口 | 高松市 |
| ＜フェリー通り＞ 市道魚屋町栗林線            | ＜フェリー通り＞ 市道魚屋町栗林線            | 琴電瓦町駅前 | 高松市 |